# Zdobniczka lipowa

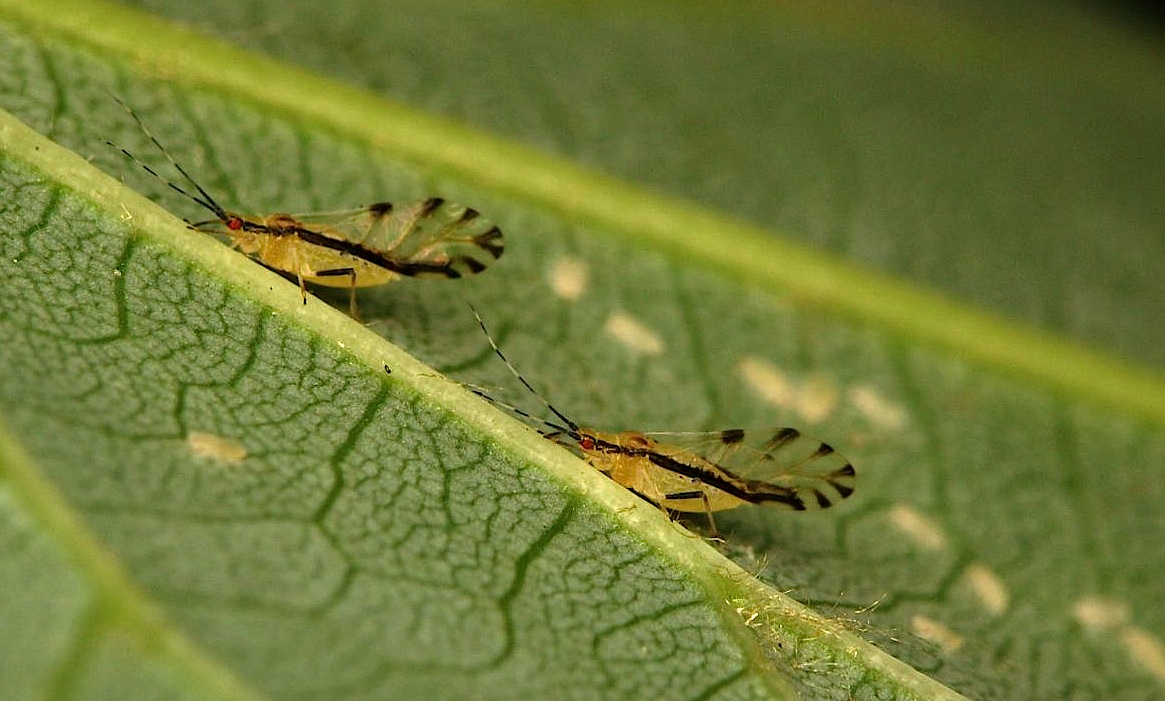
Eucallipterus tiliae 1

Zdobniczka lipowa (Eucallipterus tiliae) – powszechnie i licznie występująca mszyca, zasiedlająca liście lip  Tilia spp. Jedyny przedstawiciel rodzaju Eucallipterus  w Europie. Gatunek został też zawleczony do Ameryki Płn. Charakteryzuje się  żółtozieloną barwą oraz czarną smugą biegnącą przez przednie skrzydło i tułów.

## Morfologia
Długość ciała zdobniczki lipowej wynosi od 2,8 do 3,0 mm. Dorosła samica tego gatunku ma ciało w kolorze jaskrawożółtym, żółtozielonym lub żółtopomarańczowym.  Jej ubarwienie może przybierać rozmaite odcienie, zależnie od środowiska i rodzaju spożywanego pokarmu. Larwa zazwyczaj jest barwy zielonkawożółtej lub pomarańczowo-brunatnej z dobrze widocznymi rzędami czarnych plamek. Obrzeża głowy postaci larwalnej oraz tułowia są koloru brunatnoczarnego. Odwłok od boku zaopatrzony jest w ciemny, punktowy rzucik. Liczba punkcików może być różna. Warto zwrócić uwagę, że wszystkie morfy zdobniczki lipowej, z wyjątkiem samic amfigonicznych (rozmniażających się płciowo) posiadają skrzydła z ciemnym żyłkowaniem.

## Biologia
Cykl życiowy zdobniczki lipowej cechuje charakterystyczna dla wszystkich mszyc heterocykliczność, czyli przemiana pokoleń. Rozwój poszczególnych stadiów tej mszycy zamyka się w przeciągu jednego roku. Ze stadium zimującego jakim są zapłodnione jaja składane na jesieni w zagłębieniach kory lub na łuskach pąków śpiących, wylęgają się wiosną młode osobniki, tzw. założycielki rodu (fundatrix). Proces wylęgania rozpoczyna się wraz z pękaniem pąków liściowych. Samice kilku następnych pokoleń rodzą bezskrzydłe samice poprzez proces partenogenezy. Zdobniczka lipowa żeruje od maja do I połowy września, tworząc liczne kolonie. Wydziela przy tym obficie spadź stanowiącą ważny pokarm  rozmaitych owadów, w tym  wielu pazrazytoidów, ale też pożywkę dla rozwijających się na liściach pokrytych spadzią sadzaków. Obficie wydzielana spadź jest dużym problemem w aglomeracjach miejskich, ponieważ ta lepka substancja pokrywa karoserie samochodów, oraz ławki usytuowane pod drzewami lip. Spadź jest substancją trudną do zmycia lub sprania.

## Rośliny żywicielskie
Zdobniczka lipowa jest monofagiem ograniczonym do roślin z jednego rodzaju (Tilia). Jak inne gatunki z rodziny zdobniczkowatych jest mszycą jednodomną (anholocykliczną) zasiedlającą spodnie strony liści lip. U mszyc jednodomnych cały cykl życiowy przebiega na jednym typie roślin żywicielskich, wewnątrz którego odbywają się migracje (tu: między lipami, bez migracji na rośliny z odległych systematycznie grup).